# Paulina (imię)
Paulina – żeński odpowiednik imienia Paulin. Oznacza „należąca do Pawła”, lub „pochodząca od Pawła”. Pochodzi od imienia Paula, które może być dla niego również zdrobnieniem.
Wśród imion nadawanych nowo narodzonym dzieciom, Paulina w 2017 r. zajmowała 47. miejsce w grupie imion żeńskich. W całej populacji Polek Paulina zajmowała w 2017 r. 31. miejsce (220 576 nadań).
Paulina imieniny obchodzi: 26 stycznia, 26 maja, 6 czerwca, 22 czerwca, 21 lipca, 31 sierpnia, 10 października, 2 grudnia i 31 grudnia.
Święte i błogosławione osoby o imieniu Paulina:
- św. Paulina – święta Kościoła katolickiego
- św. Paulina od Serca Jezusa
- bł. Paulina von Mallinckrodt – niemiecka zakonnica, założycielka Zgromadzenia Sióstr Chrześcijańskiego Miłosierdzia, Córek Najświętszej Dziewicy Maryi Niepokalanie Poczętej
- bł. Paulina Jaricot – francuska świecka chrześcijanka, założycielka Związku Lyońskiego

## Osoby noszące imię Paulina
- Paulina – rzymska cesarzowa Cecylia Paulina, żona Maksymina Traka
- Paulina Andrzejewska – polska tancerka, choreograf i pedagog
- Paulina Apte – polska aktorka
- Paulina Barzycka – polska pływaczka
- Pauline Betz – amerykańska tenisistka
- Paulina Bisztyga – polska wokalistka
- Polina Bogusiewicz (ur. 2003) – rosyjska piosenkarka, laureatka 15. Konkursu Piosenki Eurowizji dla Dzieci (2017)
- Paulina Boenisz – polska pięcioboistka
- Paulina Borys – polska lekkoatletka, skoczkini wzwyż
- Paulina Bonaparte – siostra Napoleona Bonaparte
- Paulina Bobak – polska biathlonistka
- Paulina Borowik – polska siostra zakonna, błogosławiona katolicka
- Paulina Braiter-Ziemkiewicz – polska tłumaczka
- Paulina Chiziane – mozambicka pisarka
- Paulina Chruściel – polska aktorka
- Paulina Chylewska – polska dziennikarka
- Paulina Ducruet – córka Stefanii Grimaldi, księżniczki monakijskiej
- Paulina Dziopa – polska judoczka
- Paulina Fryderyka Wirtemberska – księżniczka wirtemberska, księżna Nassau
- Paulina Gajdosz – była polska koszykarka
- Paulina Hnida – polska tyczkarka
- Paulina Holtz – polska aktorka
- Paulla (Paulina Ignasiak) – polska wokalistka
- Paulina Kinaszewska – polska aktorka
- Paulina Krupińska – polska modelka i prezenterka telewizyjna
- Paulina Kurzajewska – polska dziennikarka
- Paulina Ligocka – polska snowboardzistka
- Paulina Maciuszek – polska biegaczka narciarska
- Paulina Maj-Erwardt – polska siatkarka
- Paulina Margarita Gálvez Pineda – kolumbijska zwyciężczyni konkursu Miss International 1999
- Paulina Maślanka – polska wokalistka
- Paulina Matysiak  - polska polityczka
- Paulina Młynarska-Moritz – polska dziennikarka i aktorka
- Paulina Pawlak – polska koszykarka
- Paulina Porizkova – czesko-amerykańska modelka i aktorka
- Paulina Przybysz – polska wokalistka duetu Sistars
- Paulina Rubio – meksykańska aktorka, piosenkarka
- Paulina Rytwińska – polska futbolistka
- Paulina Szlachta – polska judoczka
- Paulina Urban – polska łyżwiarka
- Paulina Waldeck-Pyrmont – niemiecka księżniczka, hrabina Bentheim-Steinfurt
- Paulina Wirtemberska – królowa Wirtembergii

Inne nazwy własne z imieniem Paulina:
- (278) Paulina – planetoida